# ایدیت فرانک

ایدیت فرانک

ایدیت فرانک (انگلیسی: Edith Frank؛ زاده ۱۶ ژانویهٔ ۱۹۰۰ درگذشته ۶ ژانویهٔ ۱۹۴۵ (age 44)) یک یهودی اهل آلمان و مادر آنه فرانک بود.